# Minna Bernst
Minna Bernst, geb. Wilhelmine Elisabeth Gellert (* 29. Mai 1880 in Kassel; † 9. Oktober 1965 ebenda) war eine deutsche Frauenrechtlerin und Kommunalpolitikern und ab 1919 eine der sechs ersten in die 72 Mitglieder umfassende Stadtverordnetenversammlung von Kassel gewählten Frauen.

## Leben
Minna Bernsts Eltern waren der Bäckermeister Friedrich Conrad Gellert und dessen Ehefrau Maria Henriette geb. Leck. Minna besuchte die Volksschule am Wall in Kassel und erlernte danach den Beruf der Weißnäherin. Als junge Frau verbrachte sie zwei Jahre, 1900–1902, im Haushalt einer entfernt verwandten Familie in Paris. Im Juli 1904 heiratete sie den Fabrikarbeiter Jakob Emil gen. Valentin Bernst (1881–1956), Sohn eines Schuhmachers, und das Paar übernahm nach der Hochzeit den Betrieb eines genossenschaftlichen Konsumladens in der Holländischen Straße zu Kassel, in der Nähe zu den dortigen Fabriken und Arbeiterwohnungen. Das Paar hatte sieben Kinder. Die Ehe wurde 1928 geschieden. Valentin Bernst war inzwischen Angestellter des Fabrikarbeiterverbandes geworden.
Während des Ersten Weltkriegs nähte Minna Bernst in Heimarbeit Zeltplanen. Minna Bernst war, wie auch ihr Bruder Cornelius Gellert, der 1930 bis 1933 Mitglied des Reichstages war, Mitglied der SPD. Nachdem das aktive und passive Frauenwahlrecht am 12. November 1918 in Deutschland eingeführt worden war, wurde sie – obwohl als eine der jüngeren Aktivistinnen unter den Frauen Kassels nicht allzu weit bekennt – am 2. März 1919, wie auch Amalie Wündisch, auf der Liste der SPD zur Stadtverordneten gewählt. Sie wirkte dort eine Legislaturperiode bis zum 4. Mai 1924.
Bernst und Wündisch engagierten sich trotz erheblicher häuslicher Belastungen in der Jugendarbeit und in sozialen Organisationen. Anfang 1920 gehörten sie beide zu den Gründerinnen der Arbeiterwohlfahrt in Kassel, die ihre Arbeit mit einer Wärmehalle und einer Volksküche in der Kettengasse an der Fuldabrücke begann. Später kamen eine Nähstube hinzu, in der Hemden für arbeitslose Männer herstellt wurden, sowie ein Lehrlingsheim, eine Sozialberatungsstelle und ein Heim für alte Menschen.
Bernst nahm im Oktober 1920 als Delegierte an der ersten Reichsfrauenkonferenz in Kassel teil, die sich insbesondere mit Fragen der Gleichberechtigung und des Wahlrechts befasste, und 1925 war sie Mitglied des Provinziallandtags der preußischen Provinz Hessen-Nassau für die Stadt Kassel (Sozialistische Arbeitsgemeinschaft, SPD).  Von 1930 bis 1933 war sie als sachverständige Bürgerin Mitglied der Haushalts- und Gewerbeschule in Kassel. Ab 1934 lebte sie in Volkmarsen, wo sie 1946 in den Kreistag des Landkreises Wolfhagen gewählt wurde. Sie gab dieses Mandat jedoch noch im gleichen Jahr auf und zog wieder nach Kassel, wo sie 1965 im Alter von 85 Jahren verstarb.

## Ehrung
Auf der Marbachshöhe in Kassel-Wilhelmshöhe ist eine Straße nach ihr benannt. Dort befinden sich ebenso die nach den 1919 in die Stadtverordnetenversammlung gewählten Frauen Elisabeth Consbruch, Julie von Kästner, Johanna Wäscher und Amalie Wündisch und nach der ebenfalls 1919 gewählten ersten Kasseler ehrenamtlichen Stadträtin Johanna Vogt benannten Straßen.